# Interferenzfilter
Interferenzfilter und Interferenzspiegel sind optische Bauelemente, die den Effekt der Interferenz nutzen, um Licht frequenzabhängig, d. h. farbabhängig für sichtbares Licht, zu filtern oder zu spiegeln. Die Bezeichnung des Bauelements als Filter oder Spiegel hängt davon ab, ob man das transmittierte oder reflektierte Licht nutzt. Zumeist sind diese Bauelemente als dielektrische, dünne Schichten auf einem Träger aufgebaut (z. B. Bragg-Spiegel). Daneben gibt es auch Bauelemente in Form von Fabry-Perot-Interferometern.
Ein solcher Filter bzw. Spiegel hat für Licht unterschiedlicher Wellenlängen, unterschiedlichen Einfallswinkeln und teilweise unterschiedlicher Polarisation einen verschiedenen Reflexions- und Transmissionsgrad.

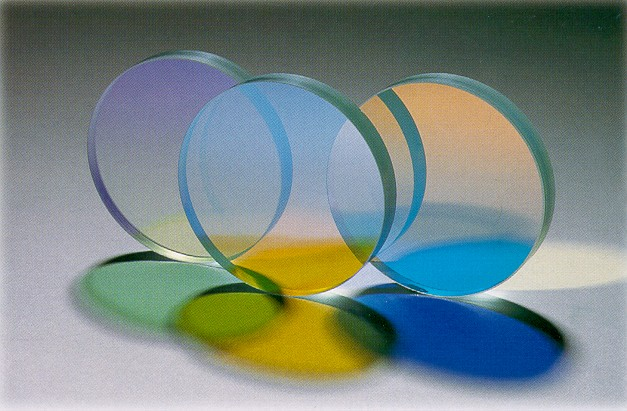
Interferenzfilter mit breiten Durchlassbereichen

## Bestimmende Eigenschaften
Die wesentlichen Eigenschaften sind:
- Der spektrale Transmissionsgrad {\displaystyle \tau (\lambda ,\mathrm {AOI} ,p)} ist das Verhältnis von durchgelassener Strahlungsleistung zu einfallender Strahlungsleistung. Dieser kann auch als optische Dichte {\displaystyle D(\lambda ,\mathrm {AOI} ,p)} angegeben werden, der mit dem Transmissionsgrad über die Formel {\displaystyle \tau (\lambda ,\mathrm {AOI} ,p)=10^{-D(\lambda ,\mathrm {AOI} ,p)}} verknüpft ist.
- Der spektrale Reflexionsgrad {\displaystyle \rho (\lambda ,\mathrm {AOI} ,p)} ist das Verhältnis von reflektierter Strahlungsleistung zu einfallender Strahlungsleistung.
- Der spektrale Absorptionsgrad {\displaystyle \alpha (\lambda ,\mathrm {AOI} ,p)} ist das Verhältnis des im Bauelement in eine andere Energieform (z. B. Wärme) umgesetzten Strahlungsleistung zur einfallenden Strahlungsleistung.
- Die spektrale Streuung ist die Summe des nicht gerichteten (diffusen) spektralen Transmissions- und Reflexionsgrades.

jeweils mit der Wellenlänge {\displaystyle \lambda }, dem Einfallswinkel AOI (engl. angle of incidence) und dem Polarisationszustand des einfallenden Lichts {\displaystyle p}.
Bei Transmissions- und Reflexionsgrad unterscheidet man zwischen dem gerichteten und dem diffusen Anteil. Für die spektrale Beschreibung wird der gerichtete Anteil zugrunde gelegt, während die Summe der diffusen Anteile die spektrale Streuung ergeben.
In besonderen Fällen spielt die Änderung der Phasenbeziehung zwischen s- und p-polarisiertem Anteil der einfallenden Strahlung durch das Bauteil eine Rolle.

## Unterteilung
Die Unterteilung von Interferenzfiltern- und Spiegeln kann hinsichtlich der genutzten Materialien als auch hinsichtlich der spektralen Eigenschaften erfolgen.
Hinsichtlich der Materialwahl gibt es im Wesentlichen zwei unterschiedliche Formen. Filter und Spiegel der ersten Gruppe nutzen teildurchlässige, das heißt sehr dünne, metallische Schichten (meist zwei Schichten, die durch eine Abstandsschicht getrennt werden, ähnlich einem Fabry-Pérot-Interferometer). Die zweite Gruppe basiert auf der Interferenz in einem Stapel aus meist mehreren dielektrischen Schichten unterschiedlicher Materialien.
Hinsichtlich ihrer spektralen Eigenschaften unterscheidet man zwischen folgenden Filtern:
- Bandpassfilter: Hat einen hohen Transmissionsgrad für ein bestimmtes Wellenlängenband, während kürzere und längere Wellenlängen reflektiert oder absorbiert werden (z. B. in Farbfilterrädern für Beamer).
- Bandsperrfilter: Hat einen geringen Transmissionsgrad für einen bestimmten Wellenlängenbereich, während kürzere und längere Wellenlängen durchgelassen werden (z. B. Filter für die Fluoreszenzmikroskopie).
- Langpassfilter: Hat einen hohen Transmissionsgrad für lange Wellenlängen und einen geringen Transmissionsgrad für kurze Wellenlängen (z. B. Kaltlichtreflektoren für Halogenlampen).
- Kurzpassfilter: Hat einen hohen Transmissionsgrad für kurze Wellenlängen und einen geringen Transmissionsgrad für lange Wellenlängen (z. B. Infrarotsperrfilter für Digitalkameras).
- Polarisierender Strahlteiler: Hat einen hohen Transmissionsgrad für eine Polarisation (typisch p-Polarisation) und einen niedrigen Transmissionsgrad für die orthogonale Polarisation (typischerweise s-Polarisation).

Filter, die einen unterschiedlichen Transmissions- oder Reflexionsgrad für zwei Wellenlängenbereiche aufweisen, werden auch als dichroitische Interferenzfilter bzw. -Spiegel bezeichnet. Bauelemente für drei Wellenlängenbereiche werden trichroitische bezeichnet.
Interferenzfilter können sowohl schmalbandige Filter, sogenannte Linienfilter, als auch breitbandige Bandfilter sein.

## Aufbau
Im klassischen Sinne sind Interferenzfilter- und Spiegel nicht durchstimmbare Fabry-Pérot-Interferometer und bestehen beispielsweise aus einer dicken Trägerschicht (Glas), auf die eine teildurchlässige metallische Spiegelschicht (z. B.: Silber, Aluminium) aufgedampft wird, gefolgt von einer dünnen dielektrischen, transparenten Schicht und einer zweiten Spiegelschicht (Mehrfachinterferenzfilter). Durch die Schichtdicke {\displaystyle l} der dielektrischen Schicht legt man fest, welche Wellenlängen gefiltert werden. Der Transmissionsgrad der Spiegelschichten beeinflusst die Güte des Bauteils (bei dünnen Spiegelschichten ist das Maximum des transmittierten Frequenzbandes breit und dessen Intensität hoch; daraus folgt eine geringe Güte des Filters).
Daneben gibt es zunehmend aufwändigere Interferenzfilter, die allein aus dielektrischen (nichtmetallischen) Schichten auf einem transparenten Substrat aufgebaut sind, sogenannte dielektrische Filter. Dabei wechseln sich in der Regel auf einen Trägersubstrat Schichten aus zwei transparenten Materialien mit unterschiedlichem Brechungsindex ab, wobei eine unterschiedliche Dicke von Schicht zu Schicht erforderlich sein kann. Es gibt auch Fälle, in denen mehr als zwei Materialien zum Einsatz kommen. Die Dicken der einzelnen Schichten liegen dabei zwischen etwa zehn und etwa tausend Nanometern. Die Untergrenze der Schichtdicke ist in der Regel durch die Steuerbarkeit des Herstellungsprozesses bestimmt. Die Obergrenze hängt vom Wellenlängenbereich ab, in dem der Filter eingesetzt werden soll (je größer die Wellenlänge, desto dickere Schichten können erforderlich sein). Die Anzahl der Schichten kann je nach Anforderungen an den Filter zwischen einigen wenigen und mehreren hundert liegen. Der Entwurf solcher Schichtfolgen geschieht heute mit aufwändigen Simulationsprogrammen, die als Eingabedaten die optischen Eigenschaften (Brechungsindex und Absorption in Abhängigkeit von der Wellenlänge, Dispersion) der zu verwendenden Materialien sowie das gewünschte Transmissions- bzw. Reflexionsspektrum, ggf. in Abhängigkeit vom Einfallswinkel, benötigen. Ausgegeben wird das simulierte Transmissions- bzw. Reflexionsspektrum, ggf. winkelabhängig, sowie die Schichtenfolge. Es gibt Schnittstellen, mit denen eine entsprechende Beschichtungsanlage direkt angesteuert werden kann. Die Berechnung erfolgt in einem Iterationsverfahren und kann je nach Komplexität Sekunden bis mehrere Stunden erfordern (Stand 2015). Auf diese Weise können selbst Filter mit komplizierten Anforderungen, z. B. Mehrband-Filter, entworfen und hergestellt werden.

## Herstellung
Schichtsysteme für Interferenzfilter werden heute in der Regel durch Kathodenzerstäubung (Sputtern) hergestellt, besonders, wenn es sich um aufwändige Filter mit hohen Genauigkeitsanforderungen handelt. Einfachere Filter, z. B. für Entspiegelungen, werden auch durch Aufdampfen von Schichten hergestellt. Dank besserer Steuerungsmöglichkeiten, sowohl von der prozessanalytischen Seite als auch von der Anlagenseite her, werden aber auch zunehmend komplexere Filter durch Bedampfung herstellbar.

## Funktionsweise

Funktionsweise eines Interferenzfilters bzw. -Spiegels

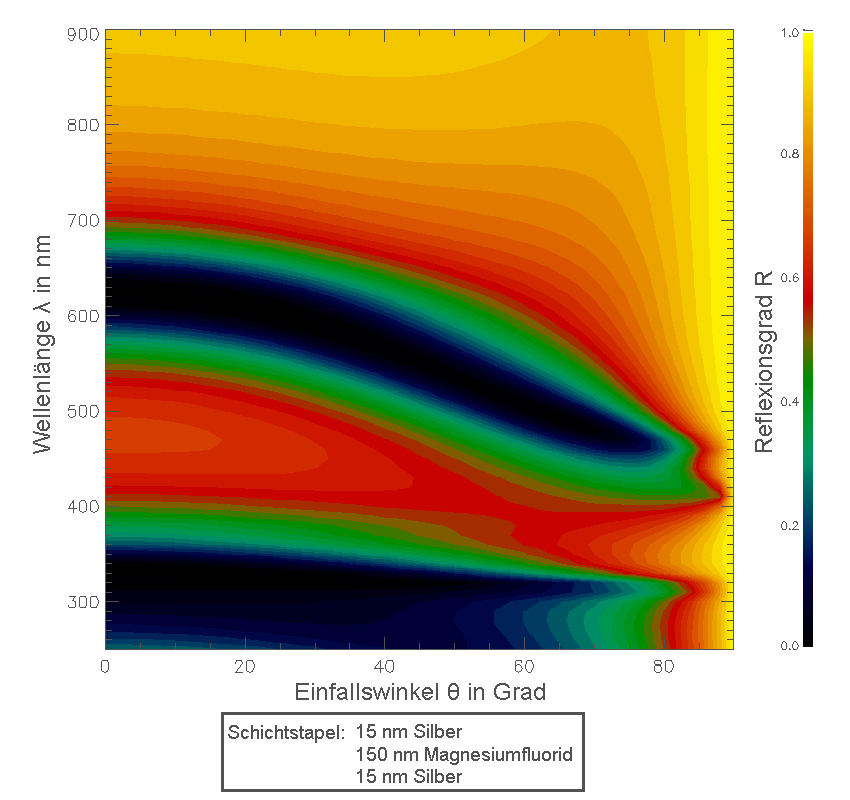
Reflexionsverhalten eines einfachen Interferenzfilters (15 nm Ag / 150 nm MgF_{2} / 15 nm Ag), farbcodierte Abhängigkeit der Reflexion vom Einfallswinkel und der Wellenlänge

Um die Funktionsweise eines Interferenzfilters bzw. -Spiegels zu erklären, wird im Folgenden ein einfaches System einer dünnen, dielektrischen Schicht auf einem Substrat beschrieben.
Tritt ein „Lichtstrahl“ in das Bauteil, so wird der Lichtstrahl gemäß den Fresnel-Formeln an jeder (optischen) Grenzfläche teilweise transmittiert (T1, T2, …) und reflektiert (R0, R1, R2, …). Es findet eine Aufspaltung der auf die Oberfläche treffenden Strahlen statt. Die transmittierten, gebrochenen Strahlen werden wiederum teilweise an der Unterseite der Schicht reflektiert und treffen wiederum auf die Oberfläche. Bei der dort stattfindenden Reflexion verlässt nach erneuter Brechung ein Teil der Strahlen (R1) die dünne Schicht, der andere Teil wird reflektiert und erfährt im weiteren Verlauf in der Schicht Mehrfachreflexionen. Dies führt zu vielen parallel austretenden Strahlen gleicher Frequenz auf beiden Seiten des Bauteils.
Der Interferenz an dünnen Schichten geht eine Strahlteilung voraus. Daher wird sie auch als Amplitudenteilung bezeichnet; im Gegensatz zur Interferenz durch Beugung wie beim Doppelspaltversuch, bei der von Wellenfrontteilung gesprochen wird.
Um die Funktionsweise einfacher zu verdeutlichen, wird zunächst schwache Reflexion vorausgesetzt, d. h., die Mehrfachreflexionen werden vernachlässigt. Es genügt die Interferenz von zwei Teilwellen zu betrachten, beispielsweise R0 und R1. Die beiden Parallelstrahlen werden nun durch eine Sammellinse (beispielsweise das Auge) zur Interferenz gebracht. Durch die unterschiedlichen Weglängen der Wellen in der dünnen Schicht, weisen sie nach der Reflexion einen Gangunterschied {\displaystyle \Delta } auf.
{\displaystyle \Delta =2nl+a}
wobei {\displaystyle l} die Schichtdicke, {\displaystyle n} den Brechungsindex der dünnen Schicht und {\displaystyle a} der durch die Reflexionen eventuell zusätzlich erzeugte Gangunterschied ist.
Durch den Gangunterschied kommt es zur Auslöschung (destruktive Interferenz) oder Verstärkung (konstruktive Interferenz) von Strahlen bestimmter Wellenlängen. Auslöschung und Verstärkung bestimmter Wellenlängen sind abhängig von der gewählten Schichtdicke {\displaystyle l} des Filters und vom Einfallswinkel {\displaystyle \theta } der Strahlen.
Damit es zur vollständigen konstruktiven und/oder destruktiven Interferenz kommen kann, müssen folgende Bedingungen erfüllt werden:
- Die interferierenden Strahlen müssen dicht nebeneinander parallel verlaufen und kohärent sein. Diese Bedingung ist für die Teilstrahlen (T1) und (T2) sowie die Teilstrahlen (R1) und (R2) gegeben.
- Die Amplituden der Teilstrahlen müssen gleich groß sein.
- Die Phasenverschiebung muss

- (2n−1)·180° (mit n = 1,2,3,4, …) für destruktive Interferenz

oder
- n·360° (mit n = 0,1,2,3, …) für konstruktive Interferenz

betragen.

## Anwendungen

### Filter
Im Folgenden wird eine Reihe von Filtern aufgelistet, deren Wirkung auf Interferenzeffekten beruht:
- Dielektrisches Filter: Filter ohne metallische, sondern rein aus dielektrischen Schichten bestimmter Dicken und alternierender Brechungsindex.[8]
- Antireflexbeschichtung: (auch Vergütungsschicht oder reflexmindernde Schicht genannt) – destruktive Interferenz der reflektierten Strahlen auf optischen Bauteilen. Verbesserte Transmission durch konstruktive Interferenz bestimmter Wellenlängen.

Neben den beschriebenen Interferenzfiltern gibt es noch weitere optische Bauelemente, bei denen Interferenzen genutzt bzw. beobachtet werden. Dazu zählt unter anderem die Lummer-Gehrcke-Platte bei der Licht mehrfach in einer planparallelen Platte reflektiert (nahe dem Grenzwinkel der Totalreflexion) wird, dabei streifend austritt und interferiert.

### Spiegel

#### Dichroitische Spiegel
Dichroitische Spiegel (historisch auch: Wellenlängenspiegel) werden zum Beispiel in größeren Videokameras (Drei-CCD-Kameras) eingesetzt, um das einfallende Licht in den RGB-Farbraum aufzuspalten, wozu zwei solcher Spiegel mit Reflexion in verschiedenen Wellenlängen-Bereichen gebraucht werden (siehe auch CCD-Sensor).
Die früher übliche Einteilung in Filter und dichroitische Spiegel ist heute oft nicht mehr sinnvoll, weil Interferenzfilter häufig in beiden Funktionen gleichzeitig eingesetzt werden. Weil das Licht – auch im verallgemeinerten Sinne, was auch UV- und Infrarotlicht einschließt – derjenigen Wellenlängen, die nicht transmittiert werden (durch den Filter hindurchgehen), reflektiert wird, ist mit Interferenzfiltern eine Aufteilung eines Lichtstrahls in zwei Strahlen mit komplementären Wellenlängenbereichen möglich. Für den einen (hindurchtretenden) Strahl wirkt der Interferenzfilter als Filter, für den anderen, reflektierten Strahl hingegen als Spiegel.

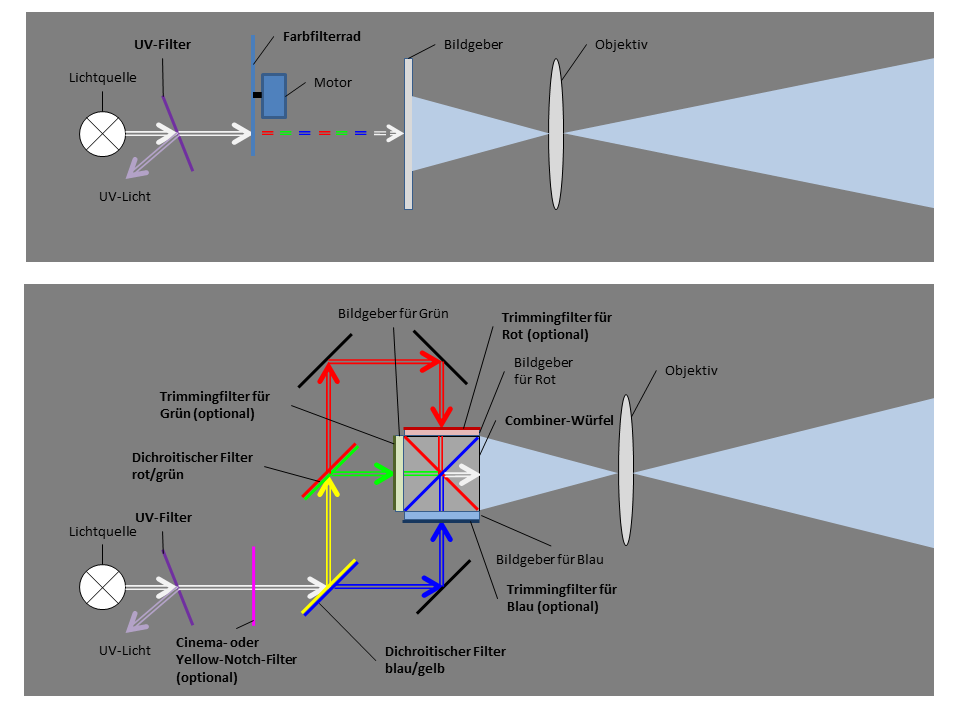
Verwendung von Interferenzfiltern in digitalen Projektoren, schematisch. In diesem Beispiel werden als Bildgeber LCD-Panels verwendet; bei anderen Bildgebern ist der optische Strahlengang in der Regel komplizierter. Oben: einfacher Projektor mit Filterrad; unten: hochwertiger Projektor mit drei Bildgebern. Die Bauteile, die Interferenzfilter enthalten, sind durch fette Schrift hervorgehoben.

Ein heute sehr bedeutendes Einsatzgebiet von Interferenzfiltern ist die digitale Projektionstechnik. Hier werden diese Filter sowohl zur Auftrennung des Lichts in verschiedene Farben als auch zur Vereinigung von Bildern in den drei Primärfarben zu einem vollfarbigen Bild eingesetzt.
In einfachen Projektoren erfolgt die Darstellung verschiedener Farben in schneller Folge nacheinander (sequenziell). Dazu befindet sich im Strahlengang von der Lichtquelle zum Bildgeber ein schnell rotierendes Filterrad, das Segmente aus verschiedenen Interferenzfiltern trägt. Mindestens erforderlich sind die drei Primärfarben für die additive Farbmischung, Rot, Grün und Blau. Häufig enthalten solche Filterräder aber zusätzliche Segmente mit Transmissionsbereichen für Cyan, Gelb und Weiß, um die Helligkeit auf Kosten der Farbsättigung zu erhöhen. Synchron mit dem Farbwechsel durch das Filterrad erfolgt die Umschaltung der Teilbilder für die betreffenden Farben im Bildgeber (Imager). Durch die sequentielle Farbdarstellung kann es bei schnellen Bewegungen zum sog. Regenbogeneffekt kommen, bei dem die Kanten zwischen hellen und dunklen Objekten im Bild farbige Ränder zu bekommen scheinen. Ein weiterer Nachteil dieser Technik ist die schlechte Ausnutzung des Lichts, weil diejenigen Wellenlängen, die das Filterrad nicht passieren können, verworfen werden müssen. Dies wird versucht dadurch auszugleichen, dass die Helligkeit heller Bildteile durch zusätzliches Licht, das die Sekundärfarben- oder Weißsegmente des Filterrades passiert, aufgehellt wird. Dies führt zu einer insgesamt höheren Bildhelligkeit, verfälscht aber die Farbsättigung.
Qualitativ bessere, aber auch aufwändigere Projektoren nutzen das Licht der Lichtquelle besser aus, indem es vor den eigentlichen Bildgebern in drei Strahlen der Primärfarben Rot, Grün und Blau aufgeteilt wird, die gleichzeitig (parallel) genutzt werden. Dies geschieht mit Interferenzfiltern, die gleichzeitig als dichroitische Spiegel eingesetzt werden. So wird häufig zunächst einer dieser Spiegel verwendet, um das (kurzwellige) blaue Licht hindurch zu lassen, während das übrige Licht, das nun gelb erscheint, in einem Winkel von 90° reflektiert wird. Dieses wird nochmals auf einen dichroitischen Spiegel geleitet, der selektiv das grüne Licht (mittlere Wellenlänge) im Winkel von 90° reflektiert und nur noch den roten Anteil (große Wellenlänge) hindurchlässt. Die drei Strahlen werden, ggf. über weitere, normale Spiegel, zu drei separaten Bildgebern gelenkt, die drei Teilbilder in den drei Primärfarben erzeugen. Diese werden abschließend abermals durch Interferenzfilter wieder zu einem gemeinsamen, vollfarbigen Bild vereinigt. Letztere Interferenzfilter befinden sich dabei häufig auf den Diagonalflächen eines Glaswürfels, der aus vier Prismen mit dreieckiger Grundfläche zusammengesetzt ist. Gelegentlich befinden sich weitere Interferenzfilter im Strahlengang (sog. Cinema- oder Yellow-Notch-Filter) oder direkt vor den Bildgebern (sog. Trimming-Filter), die das Lichtspektrum nochmals beschneiden, um die erzielbare Farbsättigung zu erhöhen. Durch die Verwendung von drei Bildgebern und einem Prismenwürfel ist diese Technik aufwändiger und teurer, liefert aber auch eine verbesserte Bildqualität bei besserer Lichtausbeute.
Auch in einem Verfahren zur stereoskopischen 3D-Projektion werden Interferenzfilter eingesetzt, weswegen dieses Verfahren auch als Interferenzfiltertechnik bezeichnet wird.
Dichroitische Spiegel werden in der Fluoreszenzmikroskopie eingesetzt, um das aus einem Epifluoreszenzkondensor einfallende anregende Licht in den Strahlengang des Objektivs einkoppeln zu können, ohne den Durchtritt der Fluoreszenzemission zu behindern. Zur Beobachtung von mehrfach gefärbten Proben können auch polychroitische Spiegel zum Einsatz kommen, die mehrere reflektierende bzw. transmittierende Spektralbereiche haben.
Neben der Anwendung als spektral selektierende Strahlteiler können dichroitische Spiegel auch als Strahlvereiniger genutzt werden, um z. B. mehrere Laser mit verschiedenen Wellenlängen in einen gemeinsamen Strahlengang einzukoppeln (siehe Diodenlaser).
Dichroitische Spiegel spiegeln im Gegensatz zur Reflexion an Metalloberflächen das Licht einer Wellenlänge sehr verlustarm und werden daher gerne in der Lasertechnik verwendet. Wegen der verlustarmen Reflexion wird bei intensiven Laserstrahlen weniger Leistung im Spiegel deponiert; dichroitische Spiegel sind daher auch bei sehr hohen Laserleistungen, bei denen Metallspiegel beschädigt würden, verwendbar.
Bei einem dichroitischen dielektrischen Spiegel für Laseranwendungen lässt sich der Reflexionsgrad in Abhängigkeit von der Wellenlänge durch geeignete Wahl von Schichtzahl, Dicke und Brechungsindex der verwendeten Dielektrika nahezu beliebig und sehr exakt einstellen, was zur wellenlängenabhängigen Kopplung von Laserstrahlen ein unerlässliches Hilfsmittel darstellt.
Für Reflexvisiere werden dichroitische Spiegel verwendet, um das rote Laserlicht des Zielpunktes in das Auge des Schützen zu projizieren.

#### Kaltlicht- und Wärmespiegel
Kaltlicht- und Wärmespiegel sind spezielle, in ihrer Wirkung entgegengesetzte, dichroitische Spiegel. Ein Wärmespiegel (engl. hot mirror) zeichnet sich durch einen hohen Transmissionsgrad im sichtbaren und einen hohen Reflexionsgrad (geringer Transmissionsgrad) im infraroten Bereich aus. Ein Kaltlichtspiegel (engl. cold mirror) wirkt hingegen genau entgegengesetzt, er reflektiert sichtbares Licht gut und lässt infrarotes Licht (Wärmestrahlung) passieren, z. B. für die Verwendung in Kaltlichtspiegellampen. Die Infrarotstrahlung, d. h. die Wärmestrahlung der Lampe tritt durch den Reflektor durch und es kommt zu einer geringeren Erwärmung des beleuchteten Objekts als bei metallischen Reflektoren. Diese Art von Lichtquellen nennt man auch Kaltlichtquelle.

## Vor- und Nachteile
- Es können nahezu beliebige Transmissionsspektren und Reflexionsspektren hergestellt werden. Für eine steile Flanke bei einer bestimmten Wellenlänge gibt es oft keine Alternative.
- Winkelabhängigkeit des einfallenden Strahls: Das zu filternde Frequenzband wird durch den Einfallswinkel beeinflusst. Diese winkelabhängige Wirkung des Filters kann zur Feinjustierung der zu filternden Wellenlängen ausgenutzt werden. Das Frequenzband verschiebt sich dabei in Richtung kürzerer Wellenlängen. Ist das Einfallsstrahlenbündel jedoch nicht parallel, so verschlechtert sich dadurch die Güte des Filters.
- Temperaturabhängigkeit: Bei porösen Schichten können Temperaturänderungen über den atmosphärischen Wasseranteil in geringem Maße die Brechungsindizes der Schichten und somit die spektralen Eigenschaften beeinflussen.
- Geringer Absorptionskoeffizient: Interferenzfilter absorbieren i. d. R. nur wenig von der auftreffenden Strahlungsleistung und heizen sich dementsprechend nur schwach auf. Demgegenüber beruht die Wirkung klassischer Farbfilter auf der Absorption ganzer Spektralbereiche, was zu einer starken Erhitzung des Filters, beispielsweise in der Beleuchtungstechnik (Farbfilter vor Halogenstrahlern), führen kann.
- Auf Interferenz beruhende dielektrische Spiegel erreichen eine höhere Reflektivität als metallische Spiegel und haben hohe Zerstörschwellen, sind für gepulste Hochleistungslaser geeignet.
- Interferenzfilter bleichen nicht aus.
- Interferenzfilter sind teurer als klassische Farbfilter.
- Manche Schichtmaterialien mit guten optischen Eigenschaften sind wenig kratzfest.
- Dicke, spröde Schichten oder hohe Temperaturen bei der Beschichtung sind inkompatibel zu flexiblen Substraten.

## Normen
Zur Spezifikation von optischen Interferenzfiltern gibt es die ISO-Norm ISO 9211 (Optik und Photonik – Optische Schichten). Dieser besteht aus den Teilen
- Teil 1: Begriffe[4]
- Teil 2: Optische Eigenschaften[11]
- Teil 3: Umweltbeständigkeit[12]
- Teil 4: Spezifische Prüfmethoden.[13]
- Teile 5 bis 8, die sich mit Mindestanforderungen an solche Schichtsysteme befassen.

Die Beschreibung der Filtereigenschaften von Brillengläsern ist in der gesonderten Norm EN ISO 13666 Augenoptik – Brillengläser – Vokabular (ISO 13666:1998) genormt. Die Norm ist in Deutschland als DIN-Norm DIN EN ISO 13666 gültig.